# Hamren
Hamren is een dorp in het district West Karbi Anglong van de Indiase staat Assam. 

## Demografie
Volgens de Indiase volkstelling van 2001 wonen er 8.278 mensen in Hamren, waarvan 53% mannelijk en 47% vrouwelijk is. De plaats heeft een alfabetiseringsgraad van 64%. 